# Branislav Nušić
Branislav Nušić (Бранислав Нушић), rojen Alkibijad Nuša (Алкибијад Нуша), srbski pisatelj in dramatik, * 20. oktober 1864, Beograd, Kraljevina Srbija, † 19. januar 1938, Beograd, Kraljevina Jugoslavija.
Bil je srbski esejist in humorist, predvsem pa komediograf.
Pravo je študiral v Gradcu in na Visoki šoli v Beogradu. Že od otroških let je bilo gledališče njegova največja strast. Njegova  prva  večja dela so Narodni poslanec (1883), Sumljiva oseba (1887). Od ostalih njegovih del velja omeniti še komediji Gospa ministrica (1929) in Pokojnik (1937).
Tema, ki ga je zanimala od začetka do njegove smrti, je bila oblast. Pisal je črtice, novele, feljtone, spomine, socialne, domoljubne in zgodovinske drame ter politične in socialne komedije. Kot literat se je razvijal v treh zgodovinskih obdobjih, v obdobju Milana in Aleksandra Obrenovića, med letoma 1903 in 1918 ter v obdobju po prvi svetovni vojni.
Občinstvo je imelo njegove komedije najraje, želel pa si je tudi, da bi sprejeli njegove drame, vendar se te niso dolgo obdržale na odru. Vseeno je postal verjetno najpopularnejši srbski pisatelj.
Je tudi avtor libreta za prvo srbsko ljudsko opero Na uranku Stanislava Biničkega.
Leta 1933 je postal član SANU.